# Gasteracantha audouini
Gasteracantha audouini là một loài nhện trong họ Araneidae.
Loài này thuộc chi Gasteracantha. Gasteracantha audouini được Félix Édouard Guérin-Méneville miêu tả năm 1838.